# 道の駅ぎのざ
道の駅ぎのざ（みちのえき ぎのざ）は、沖縄県国頭郡宜野座村にある国道329号の道の駅である。

## 概要
物産館「未来ぎのざ」として運営していたが、2014年10月に道の駅に登録された。2016年には県内で初めて重点「道の駅」に選定された。

## 施設
沖縄総合事務局のホームページより抜粋。
- 駐車場：普通車43台・大型車2台・身障者用2台
- トイレ：男性11器（大4器・小7器）・女性8器 （内24時間利用可能（男性5器（大1器・小4器）・女性4器））
- 公衆電話：1台
- レストラン （11:00 - 15:00　17:00 - 21:00　休業日：月、木曜日、1/1 - 1/3）
- 物産館（8:30 - 19:00　休業日：1/1 - 1/3）
- 情報コーナー

## アクセス
- 国道329号 - 登録路線
- 沖縄バス22・77番「道の駅ぎのざ」バス停下車

## 周辺
- 沖縄自動車道 宜野座インターチェンジ
- 漢那ビーチ